# Helmut Rahn
Helmut Rahn, detto Der Boss (Essen, 16 agosto 1929 – Essen, 14 agosto 2003), è stato un calciatore tedesco.
Con la nazionale della Germania Ovest vinse il campionato del mondo 1954, il primo vinto dai tedeschi, nella cui finale segnò la doppietta decisiva contro l'Ungheria.

## Carriera

### Club

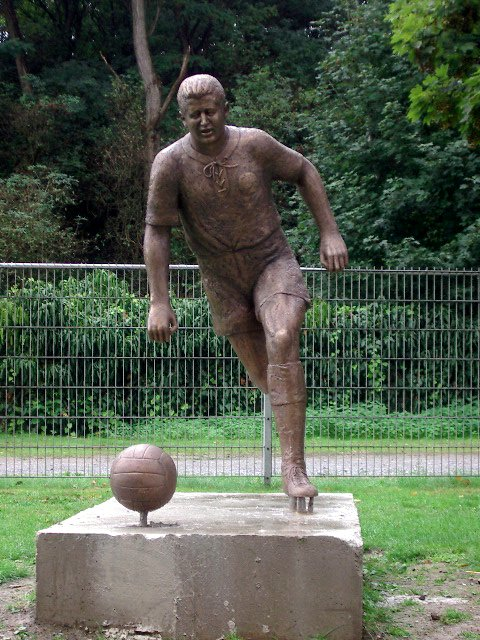
La statua di Helmut Rahn a Essen

Iniziò a giocare nelle giovanili dell'Altenessen 1912 nel 1938, rimanendo fino al 1946. Passato all'Oelde 1919, nel 1950-51 giocò per il Sportfreunde Katernberg.
Nel 1951 passò al Rot-Weiss Essen, squadra con cui conobbe i maggiori successi della sua carriera. Nel 1953 vinse la Coppa di Germania e nel 1955 il titolo nazionale.
Passato nel 1959-1960 al Colonia, dal 1960 giocò nell'Enschede nei Paesi Bassi per tornare in Bundesliga nel 1963 al Duisburg con cui giocò fino al 1965 prima di ritirarsi per un problema ad un ginocchio.

### Nazionale
In Nazionale esordì il 21 novembre 1951 contro la Turchia ad Istanbul e un mese dopo segnò il primo gol contro il Lussemburgo proprio ad Essen. Titolare dall'anno successivo, vinse il Mondiale del 1954.
Segnò 4 reti in totale al campionato del mondo, e nella finale contro l'Ungheria, sotto per 2-0 dopo otto minuti, Rahn realizzò il pareggio al 18'. Negli ultimi minuti segnò il gol della vittoria sugli ungheresi. La storia di questa vittoria venne raccontata nel film Il miracolo di Berna, in cui viene dedicata un'ampia parte anche al suo personaggio.
Ai Mondiali del 1958 segnò 6 reti con la Germania eliminata in semifinale: divenne così il primo giocatore a segnare 4 reti in due Mondiali diversi e al tempo era il terzo cannoniere mondiale con 10 reti.
Lasciò la Nazionale nel 1960, dopo 40 incontri con 21 reti.
L'11 luglio 2004, 50 anni dopo la finale di Berna, fu innalzata una sua statua a grandezza naturale presso lo stadio di Essen, nella piazza che porta il suo nome. Alla sua scomparsa, avvenuta nel 2003, la sua salma venne tumulata nel cimitero Margherita di Essen.

## Palmarès

### Club
- Campionato tedesco: 1

Rot-Weiss Essen: 1954-1955
- Coppa di Germania: 1

Rot-Weiss Essen: 1952-53

### Nazionale
- Campionato mondiale: 1

Svizzera 1954